# Julius Staelin
Julius Karl Emil Staelin (* 17. April 1837 in Calw; † 23. Juni 1889 ebenda) war Kaufmann, Fabrikant und Mitglied des Deutschen Reichstags.

## Leben
Staelin besuchte die Lateinschule in Calw und absolvierte dann eine kaufmännische Lehre und war dann am Polytechnikum Stuttgart. 
Er war in folgenden Gewerben tätig: Firma Staelin und Söhne in Calw, Baumwollspinnereien; Staelin u. Co. in Calw und Mannheim, Langholz und Schnittwarenhandlung; Julius Staelin, Bankgeschäft in Calw.
Staelin war Gemeinderat in Calw, 1875 bis 1898 Vorsitzender der Handels- und Gewerbekammer in Calw, Beirat der Königlich Württembergischen Zentralstelle für Gewerbe und Handel.
Er war Abgeordneter der Württembergischen Zweiten Kammer für den Oberamtsbezirk Calw seit 1876. Ab 1877 war er Mitglied des Deutschen Reichstags für den Wahlkreis Württemberg 7 (Nagold, Calw, Neuenbürg, Herrenberg) und der Deutschen Reichspartei. Beide Mandate endeten mit seinem Tode.